# Kompromis z Caspe

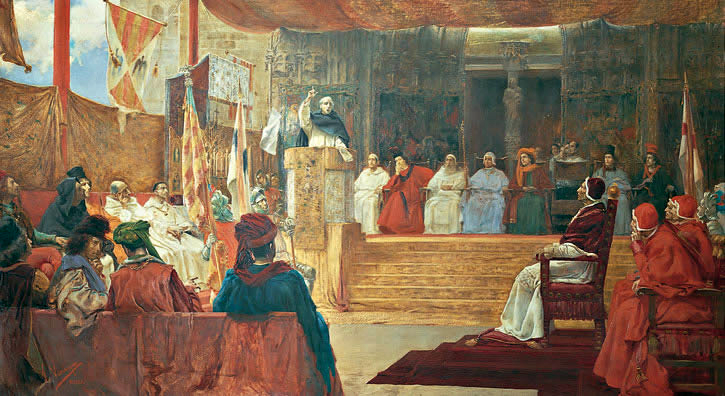
Obraz Salvadora Viniegry przedstawiający kompromis w Caspe

Kompromis z Caspe – umowa zawarta w 1412 roku przez przedstawicieli Królestwa Aragonii, Królestwa Walencji oraz Księstwo Katalonii w sprawie sukcesji Korony Aragonii. Kompromis kończył dwuletni okres bezkrólewia po śmierci Marcina I.

## Przyczyny
Król Marcin I Ludzki zmarł w 1410 roku nie pozostawiając po sobie potomka (miał syna, który zginął w lipcu 1409 podczas kampanii wojskowej na Sardynii). Był to pierwszy tego typu przypadek w Aragonii, od kiedy władać nią rozpoczęła w 1137 roku dynastia barcelońska.
Głównymi pretendentami do tronu byli:
- Ferdynand de Anteguera z dynastii Trastámara, infant Kastylii. Był on siostrzeńcem zmarłego króla Marcina I (jego matką była Eleonora Aragońska).
- Jakub II, hrabia Urgell, syn Piotra II z Urgell oraz mąż Izabeli Aragońskiej. Piotr II był kuzynem Marcina I, natomiast Izabela była jego przyrodnią siostrą.

Pretensje do tronu zostały zgłoszone przed parlamentem Katalonii we wrześniu 1410. W 1411 roku w mieście Calatayud zebrała się rada pod przewodnictwem arcybiskupa Saragossy oraz Najwyższego Sędziego Aragonii. Arcybiskup został wkrótce zabity przez zwolenników Jakuba II, co spowodowało zbrojną interwencję Kastylii, popierającej Ferdynanda. 27 lutego 1412 zwolennicy Ferdynanda pokonali przeciwników w bitwie pod Murviedro na terenie Królestwa Walencji.

## Przebieg
29 marca 1412 dziewięciu delegatów z Królestw Walencji i Aragonii oraz Księstwa Katalonii zebrało się w aragońskim mieście Caspe, gdzie przeanalizowali tytuły do tronu pretendentów. 24 lub 25 lipca ogłoszono, że królem zostanie Ferdynand, który miał najbliższe więzy krwi ze zmarłym królem. Ferdynand uzyskał 6 głosów przy 1,5 głosu dla Jakuba.

## Skutki
Objęcie tronu Korony Aragonii przez kastylijczyka rozpoczęło proces zbliżania się tych dwóch państw do siebie.
W katalońskiej tradycji kompromis jest uważany za początek centralizacji pod wodzą Kastylii i podporządkowanie Katalonii.